# Hannibal (film)
Hannibal este un film psihologic de groază thriller regizat de Ridley Scott lansat în 2001. O continuare a filmului din 1991,Tăcerea mieilor.

## Poveste
Viața lui a dobândit un fel de frumusețe, o eleganță ce i se potrivește cum nu se poate mai bine. Și totuși, el se întreabă dacă fără ea, viața lui este împlinită. Forța ei provine dintr-o disciplină strictă și o gândire clară. Și totuși, ea este pretutindeni urmărită de o umbră. Ceva nedefinit o distrage... făcând-o să se simtă vulnerabilă.
După zece ani, El este în continuare cel mai îngrozitor coșmar al ei.
După zece ani, Ea este în continuare cea mai dragă fantezie a lui.
HANNIBAL continuă povestea din Tăcerea mieilor. Au trecut zece ani de când dr. Hannibal Lecter (Anthony Hopkins) a evadat din arest, zece ani de când agenta FBI Clarice Starling (interpretată în Tăcerea Mieilor de Jodie Foster) a discutat cu el într-un spațiu de maximă securitate pentru criminali psihopați. Dar, ea n-a uitat întrevederile lor, glasul rece al dr. Lecter încă mai sună în visele ei.
Nici Mason Verger nu l-a uitat pe Lecter. A fost a șasea victimă a acestuia, dar a scăpat cu viață, ce-i drept oribil desfigurat. Solitar, bogat, el își folosește uriașa avere ca să-și înfăptuiască răzbunarea. El își dă seama că, pentru a-l scoate pe Lecter din ascunziș, există o momeală irezistibilă: Clarice Starling.

## Actori
- Anthony Hopkins este Dr. Hannibal Lecter
- Julianne Moore este Clarice Starling
- Gary Oldman este Mason Verger
- Ray Liotta este Paul Krendler
- Giancarlo Giannini este Chief Inspector Rinaldo Pazzi
- Željko Ivanek este Dr. Cordell Doemling
- Hazelle Goodman este Evelda Drumgo
- Frankie R. Faison este Barney Matthews
- Ivano Marescotti este Carlo Deogracias
- Francesca Neri este Allegra Pazzi
- Danielle de Niese este Beatrice